# Nigríta
Nigríta (en grec moderne : Νιγρίτα), est une ville et un ancien dème situés dans la plaine du Strymon au sud-ouest du district régional de Serrès en Macédoine-Centrale.

## Histoire
Nigríta était déjà un centre administratif et économique du temps de l'Empire byzantin. Son développement aux XVIIIe et XIXe siècles se fit autour de l'agriculture : tabac, coton, vin, anis et soie qui permirent aussi de développer son industrie.
Une troupe d'irréguliers volontaires conquit la ville pour la Grèce lors de la Première Guerre balkanique le 4 novembre 1912. Des affrontements gréco-bulgares dès le 5 mars 1913 préfigurèrent la Deuxième Guerre balkanique.

## Évolution de la population
| Année | Population | Changement | Population du dème |
| ----- | ---------- | ---------- | ------------------ |
| 1981  | 6 531      |            |                    |
| 1991  | 6 186      | -5,28 %    | 10 668             |